# اليخاندرو روسو
اليخاندرو روسو (بالإسبانية: Alejandro Russo) (13 فبراير 1968 الأرجنتين - ) هو لاعب كرة قدم أرجنتيني يلعب كمهاجم، شارك في الألعاب الأولمبية الصيفية 1988.

## روابط خارجية
- اليخاندرو روسو على موقع قاعدة بيانات كرة القدم.إي يو (الإنجليزية)
- اليخاندرو روسو على موقع أوليمبيديا (الإنجليزية)